# Dokumentationszentrum Reichsparteitagsgelände

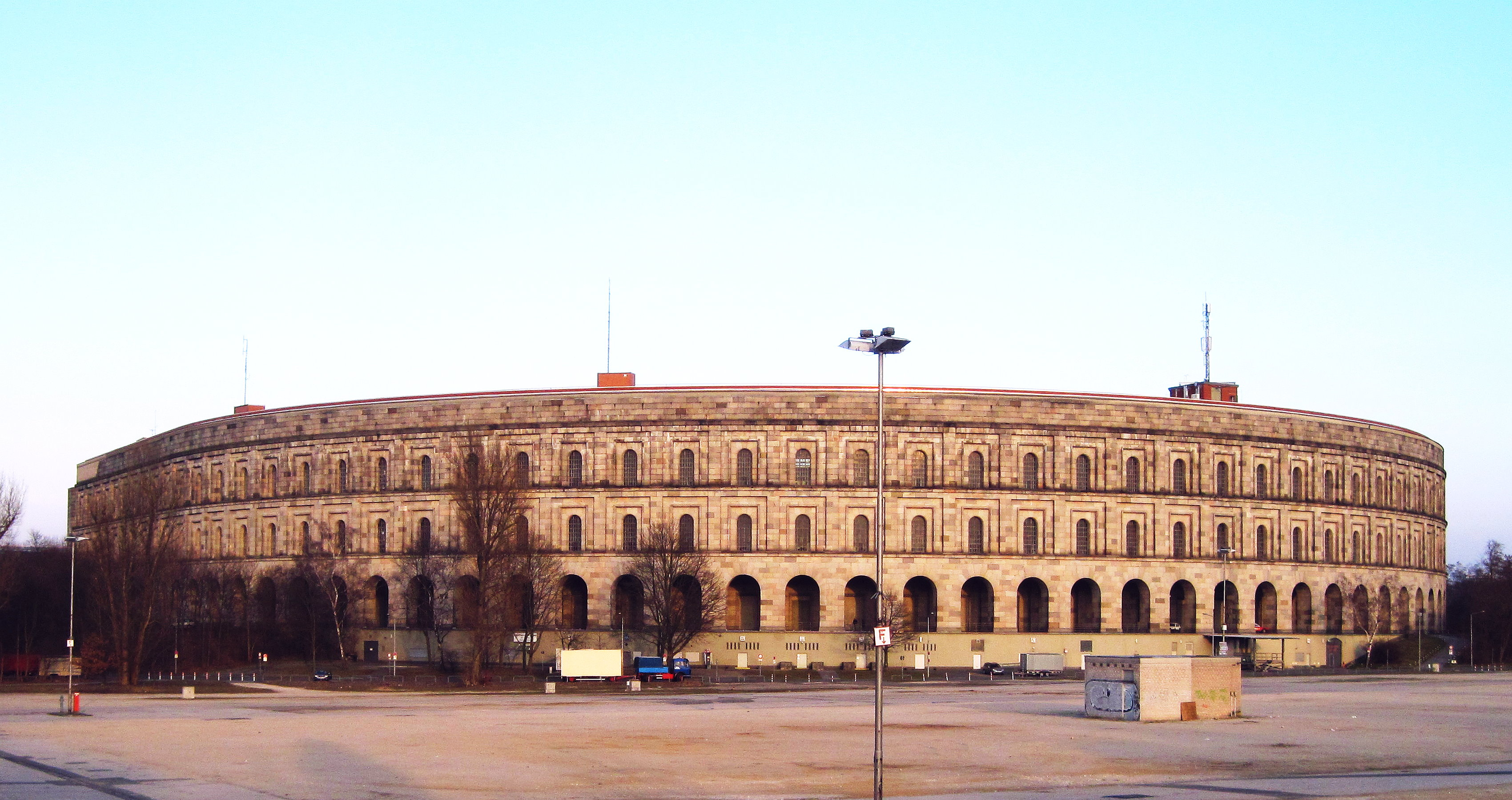
Panorama da ruína do Centro de Congressos

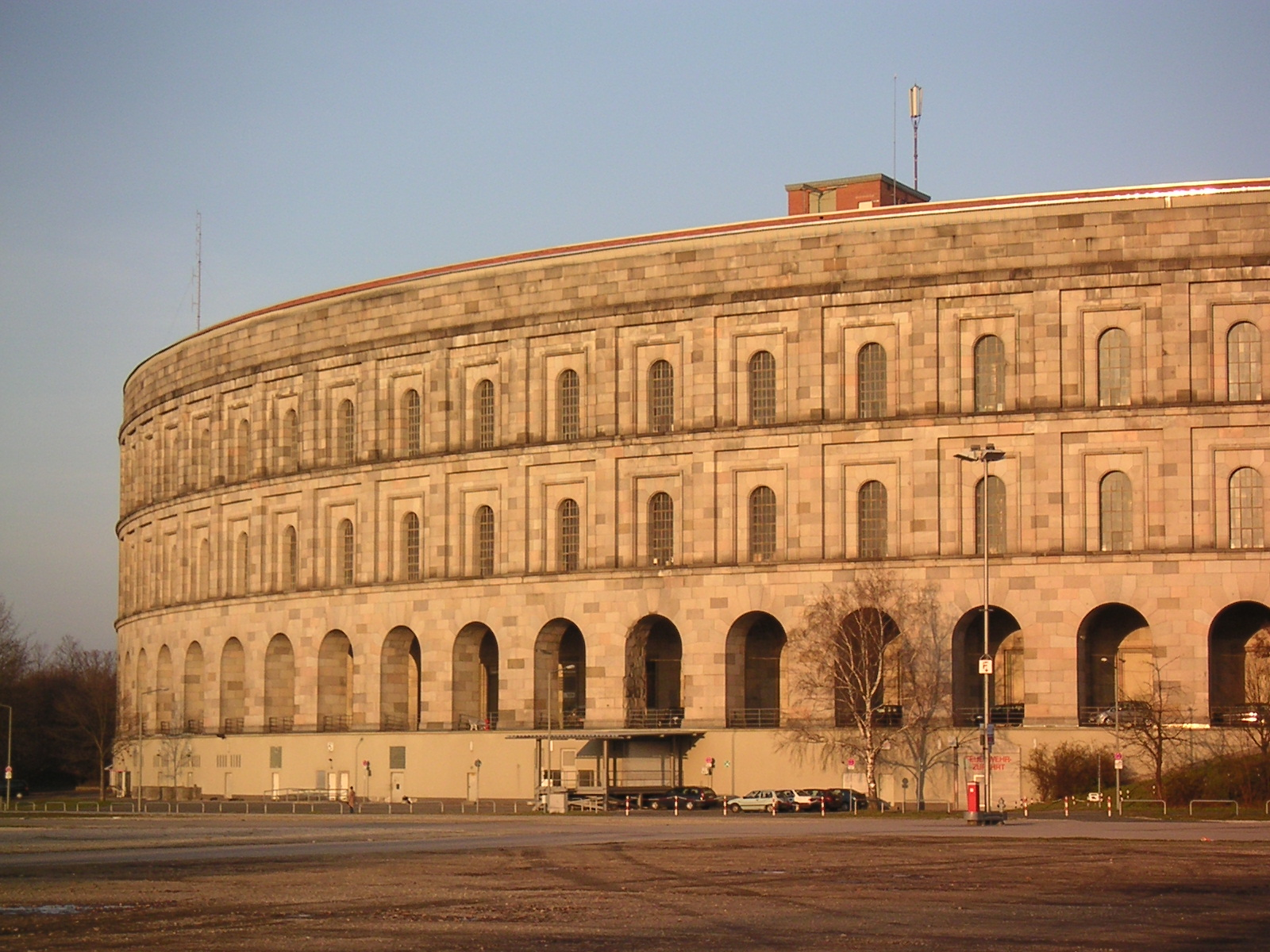
Parte sul do coliseu.

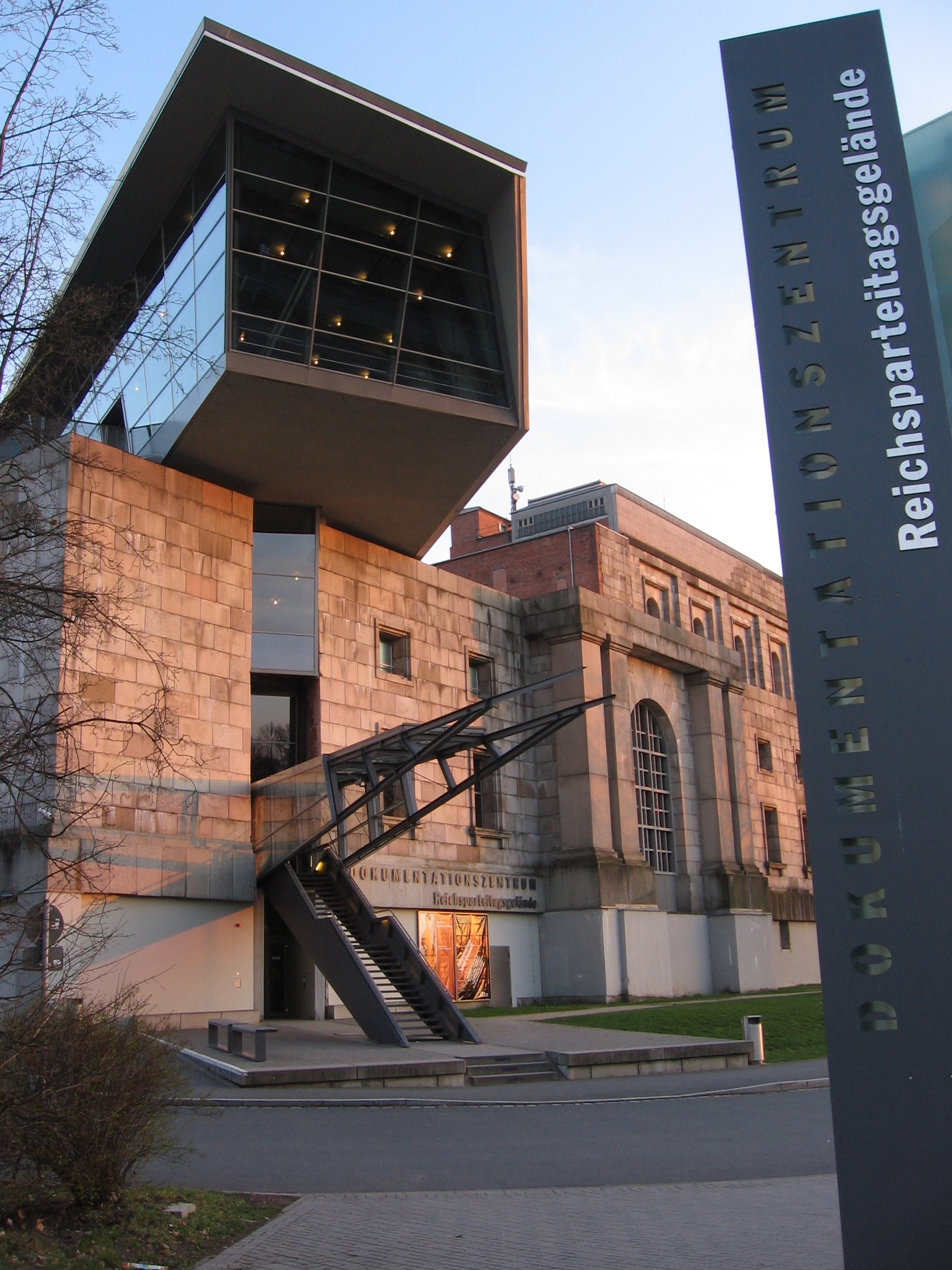
Entrada do Centro de documentação.

O Dokumentationszentrum Reichsparteitagsgelände (em português: Centro de documentação no complexo do Congresso do Partido Nacionalista), é um museu na cidade de Nuremberga dedicado à história do Terceiro Reich. 
O museu situa-se na ala norte de um coliseu construído à ordem de Adolf Hitler localizado no bairro Dutzendteich nas antigas Áreas de desfile do partido nazista (Reichsparteitagsgelände). A inauguração feita pelo então Presidente da Alemanha Johannes Rau ocorreu no dia 4 de novembro de 2001.
A exposição permanente "Fascínio e Poder" (Faszination und Gewalt) tem como finalidade estudar a causa e as consequências do nazismo. Principalmente os aspectos que referem-se a Nuremberga como sede oficial dos Comícios do Partido Nazi (as Reuniões de Nuremberga) e consequentemente o uso da cidade como meio propagandístico são mostrados.
Entre os tópicos do museu estão a história de Nuremberga como local das Reuniões de Nuremberga, das Leis de Nuremberga e os Julgamentos de Nuremberga a partir de 1945.